# Dorinda Clark-Cole
Dorinda Grace Clark (Detroit, 19 ottobre 1957) è una cantautrice e conduttrice televisiva statunitense.

## Biografia
Divenuta nota come membro delle Clark Sisters, Dorinda Clark-Cole ha anche pubblicato numerosi album da solista, piazzandone cinque nella top five della Top Gospel Albums stilata da Billboard. I suoi dischi Take It Back e Living It hanno ricevuto una candidatura ciascuno ai Grammy Award. È inoltre conduttrice di molti programmi per TCT Network, tra cui il Dorinda Show.
Nel 2004 ha ricevuto un dottorato onorario dal Mt. Carmel Theological Seminary.

## Discografia

### Album in studio
- 2008 – Take It Back
- 2011 – I Survived
- 2015 – Living It (con Larry Clark)

### Album dal vivo
- 2002 – Dorinda Clark-Cole
- 2005 – Live from Houston: the Rose of Gospel

### Singoli

#### Come artista principale
- 2002 – No Not One (feat. J Moss)
- 2002 – I'm Coming Out
- 2002 – Still Here
- 2005 – Great is the Lord
- 2005 – So Many Times
- 2008 – Take It Back
- 2009 – Change
- 2009 – This Is It
- 2011 – Back to You
- 2011 – He Brought Me
- 2011 – God Will Take Care of You
- 2011 – For My Good
- 2014 – You Are
- 2014 – Bless This House
- 2015 – Living It

#### Come artista ospite
- 2010 – He Knows (Karen Clark Sheard feat. Dorinda Clark-Cole)